# Cercopithecus petaurista
Cercopithecus petaurista (Мавпа мала білоноса) — примат з роду Мавпа (Cercopithecus) родини мавпові (Cercopithecidae).

## Опис
Середня маса тіла дорослого самця знаходиться між 4 і 8 кілограмів, самиці — від 4 до 5 кілограмів. Довжина тіла може варіювати між 40 і 60 см, довжина хвоста може досягати 60 см. Має защічні мішки, які використовує для зберігання їжі під час її збирання. Є біла пляма на носовій області. C. petaurista мають червоно-коричневе хутро на спинній стороні; кінцівки чорного кольору; бакенбарди та черевна сторона білі. Лице темне.

## Поширення
Країни: Кот-д'Івуар, Гана, Гвінея, Гвінея-Бісау, Ліберія, Сенегал, Сьєрра-Леоне, Того. Вид може бути знайдений в первинних і вторинних лісах, річкових та галерейних лісах, регенеруючих районах та прибережних чагарниках. Є два підвиди C. petaurista, знайдені по обидві сторони від річки Каваллі, C. p. petaurista на схід від ріки, C. p. buettikoferi на захід.

## Стиль життя
Цей вид є денний і деревний. Харчуючись листям, комахами та фруктами, тим менш C. petaurista грає важливу роль у поширенні насіння. Зазвичай знаходиться в сімейних групах, що включають самця, самицю з молоддю. Розміри груп варіюються від 15 до 20 особин. Самиця народжує одне дитинча.

## Загрози та охорона
Загрозою в частинах ареалу є втрата місць проживання в результаті збезлісення і поширення населених пунктів. На вид, можливо, полюють ради м'яса в деяких областях.
Цей вид занесений до Додатка II СІТЕС і класу B Африканської Конвенції про збереження природи та природних ресурсів. Вид присутній в кількох охоронних територіях, в тому числі це Національний Парк Тай (Кот-д'Івуар) і Національний Парк Дігья (Гана).